# 소노라 사막

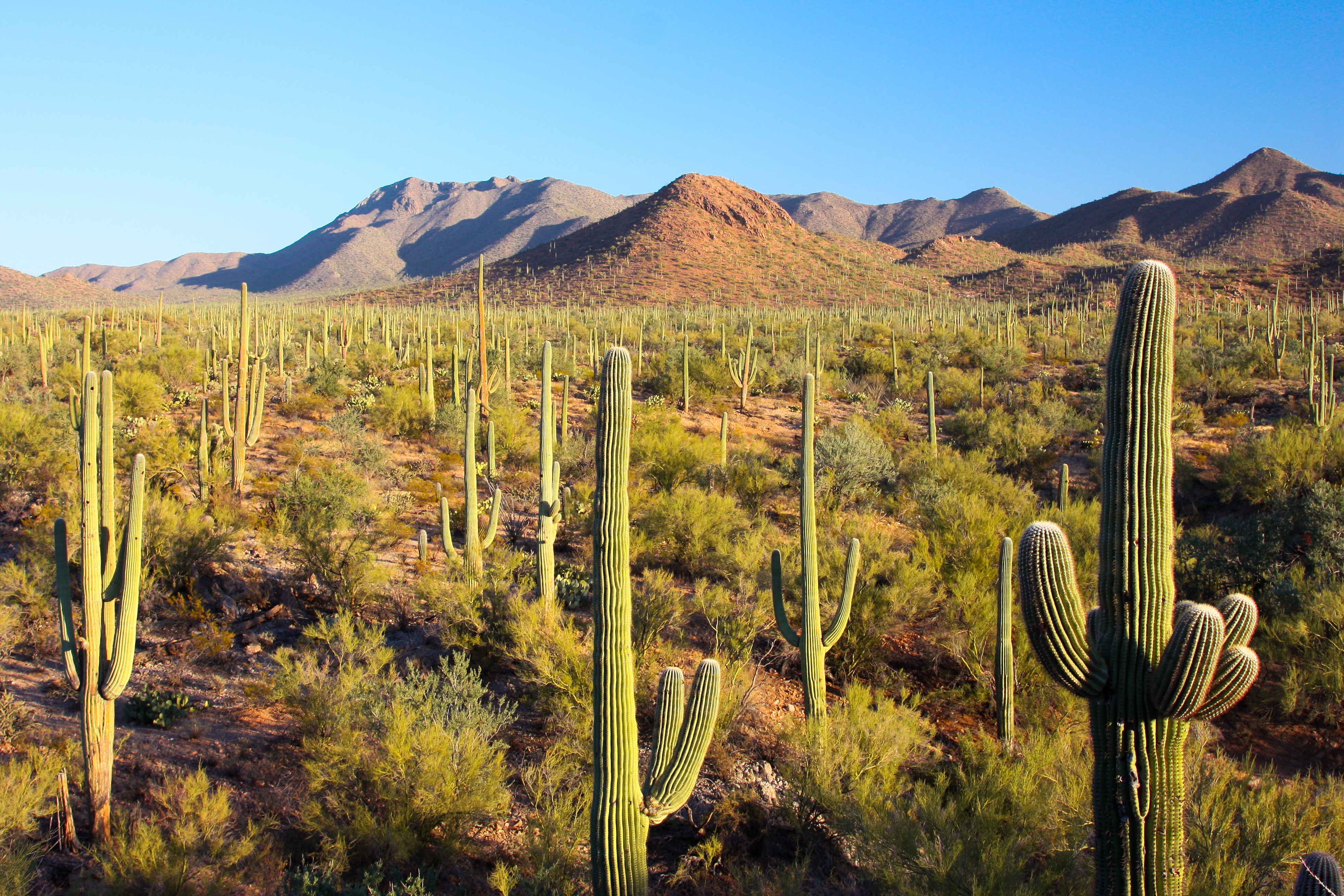

소노라 사막(Sonoran Desert)은 북아메리카에 있는 사막으로, 미국과 멕시코의 국경지대에 위치한다. 힐러 강(Gila River)의 이름을 따서 ‘힐러 사막’이라고도 불린다.
면적은 311,000km2으로 북미에 있는 사막 가운데 넓고 뜨거운 편에 속한다. 미국 쪽은 캘리포니아주와 애리조나주에, 멕시코 쪽은 바하칼리포르니아주, 바하칼리포르니아수르주, 소노라주에 걸쳐 있다. 소노란 사막에 있는 도시 중 가장 큰 곳은 피닉스로 4백만 명 이상이 살고 있다. 피닉스보다 남쪽에는 두 번째로 큰 도시인 투산이 있으며, 약 백만 명이 거주한다.

## 소구역
- 콜로라도 사막

## 같이 보기
- 치와와 사막
- 모래폭풍
- 모하비 사막